# Subfusil F1
El F1 es un subfusil australiano de calibre 9 mm, producido por la Lithgow Small Arms Factory.

## Historia
Fue suministrado a los soldados australianos en julio de 1963, reemplazando al subfusil Owen.
Al igual que el Owen, el F1 tenía un cargador insertado desde arriba. Su diseño era robusto y sencillo, pero "nunca fue popular entre los soldados" y en Vietnam fue principalmente reemplazado por el fusil estadounidense M16A1 de 5,56 mm. El F1 fue retirado de servicio en 1991, siendo reemplazado por el F88C Austeyr, una versión australiana fabricada bajo licencia del fusil austriaco Steyr AUG.
La Lithgow Small Arms Factory produjo unos 25.000 subfusiles desde 1963 hasta 1973. Aunque el F1 ya no es empleado por Australia, un lote de estos subfusiles fue donado por el gobierno australiano a la Real Policía de Papúa Nueva Guinea.

## Diseño
El F1 es accionado por retroceso y dispara a cerrojo abierto, con un percutor fijo. Durante su etapa de desarrollo, recibió la designación X3.
Comparte varias característica de diseño con el Sterling británico. Al contrario del Sterling y de su predecesor, el Owen, el F1 tiene una culata de madera desmontable y un pistolete. El cargador curvo de 34 cartuchos se insterta en el brocal ubicado encima del cajón de mecanismos, similar al del Owen. Emplea el mismo cargador del Sterling. El cargador insertado desde arriba facilita su transporte y el disparo en posición prono; también es menos propenso a bloquearse como un cargador insertado desde abajo.[cita requerida] La portilla de eyección está debajo del brocal del cargador, siendo un riesgo para el tirador desprevenido; si la palma de la mano del tirador llega a cubrir la portilla, cuando el cerrojo avance la "morderá". La cantonera de la culata y el pistolete son idénticos a los del L1A1 SLR, además de poder adaptarle las bayonetas del SLR. Sin embargo, empleó principalmente una bayoneta desmontable que se montaba en el lado derecho de la camisa del cañón.
Su gatillo tiene un recorrido de dos etapas. Al presionarlo hasta la mitad de su recorrido, disparará en modo semiautomático y al presionarlo por completo disparará en modo automático. Tiene un seguro accionado por el pulgar. Tiene una pequeña guarda delante de la portilla de eyección para evitar que la palma de la mano la cubra. La manija de amartillado, situada en el lado izquierdo del cajón de mecanismos, no está conectada al cerrojo. Esta se encaja en el cerrojo al momento de cargar o para liberar encasquillamientos. El pistolete y sus piezas provienen de la línea de producción del fusil L1A1 SLR de la fábrica de Lithgow. La culata de madera también proviene de la misma línea de producción, reduciendo así la cantidad de piezas obtenidas mediante mecanizado.
Debido a su cargador vertical, los mecanismos de puntería del F1 fueron instalados en el lado derecho del arma y requieren inclinar ligeramente la cabeza hacia la derecha. El alza es una placa metálica triangular asimétrica con una abertura circular, mientras que el punto de mira es una cuchilla montada en el lado derecho del brocal del cargardor.
Aunque el F1 conservó varias características del Owen, no tenía un compartimiento separado dentro del cajón de mecanismos que aisle al cerrojo de la manija de amartillado, por lo cual ya no era resistente al bloqueo en caso de caer sobre lodo. Esto fue una gran desventaja respecto al subfusil que reemplazó.

## Usuarios

### Actuales
- Papúa Nueva Guinea[4]

### Anteriores
- Australia[6]
- Malasia: fue empleado por la Real Policía de Malasia, con un ejemplar expuesto en el Museo de la Policía.[7]